# Mezilaurus microphylla
Mezilaurus microphylla är en lagerväxtart som beskrevs av F.M.Alves & V.C.Souza. Mezilaurus microphylla ingår i släktet Mezilaurus och familjen lagerväxter. Inga underarter finns listade i Catalogue of Life.